# Elektrická dráha Smíchov–Košíře

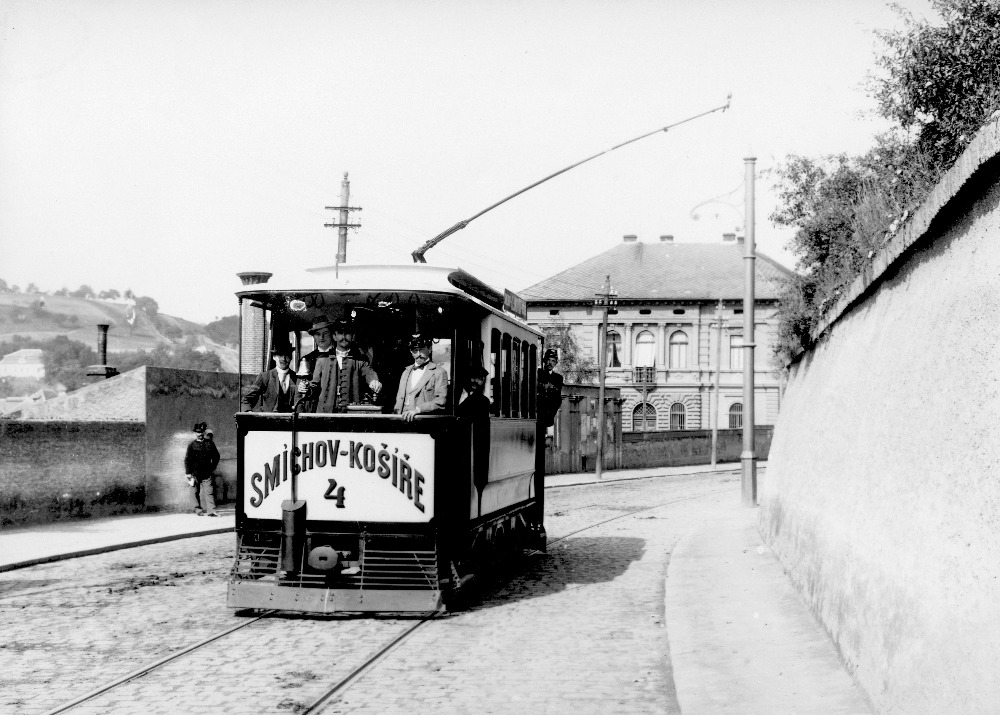
Vůz Hlaváčkovy tramvaje u Klamovky

Elektrická dráha Smíchov – Košíře (takzvaná Hlaváčkova dráha) byla v pořadí třetí elektrickou tramvajovou dráhou v pražské aglomeraci a zároveň poslední tramvajovou dráhou, která zde byla budována jako soukromá. Trať vybudoval a od 13. června 1897 provozoval vlastním jménem a nákladem starosta města Košíře Matěj Hlaváček.

## Historie

### Hlaváčkovo období
Matěj Hlaváček vlastnil košířskou cihelnu i elektrickou centrálu (elektrárnu) v objektu cihelny, v roce 1895 (téhož roku byly Košíře povýšeny na město) koupil i usedlost Klamovka s restaurací a parkem. 
Protože společnost Pražská tramway se nedohodla s Prahou a dalšími městy na prodloužení koněspřežné dráhy do Košíř, podnikatel a košířský starosta se rozhodl vybudovat elektrickou dráhu vlastním nákladem, mimo jiné i ke zvýšení návštěvnosti svého zábavního areálu na Klamovce. Mezitím zajišťoval Hlaváček dopravu na Klamovku i vlastními omnibusy. 
Koncesi ke stavbě a provozování dráhy obdržel Hlaváček 24. října 1896 s povinností zahájit provoz v celé délce 2,7 km do 6 měsíců. Stavbu prováděla berlínská firma Felix Singer a spol., ta dodala i elektrovýzbroj vozů. Z důvodu časové tísně byla jednokolejná trať s výhybnami postavena pouze v délce 1757 metrů. Provoz v úseku Anděl – Klamovka byl zahájen 13. června 1897. Místo plánované vozovny na Zámečnici byla postavena provizorní vozovna na Klamovce se dvěma kolejemi. 
Dráha měla 5 motorových a 5 vlečných vozů, vyrobené smíchovskou firmou Ringhoffer. Protože motorové vozy měly jen jeden motor, nebyly vlečné vozy uznány za provozuschopné při plném zatížení a zůstaly tak až do roku 1900 nečinně odstaveny ve vozovně. 
Hlaváčkova dráha byla jednokolejná o délce 1,8 kilometru. Po její trase se nacházely tři výhybny (ve stanicích „Mozartova ulice“, „U zvonu“ a „Obecní úřad“) a konečné stanice měly takzvané vidlicové uspořádání. Na trati existovalo celkem sedm stanic, a sice – ve směru ze Smíchova – postupně „U zlatého anděla“, pak „Mozartova ulice“, následně „Čečelička“, poté „U Zvonu“, dále „Pivovarská ulice“, „Mlynářka“ a konečná „Klamovka“. V provozu byla tramvaj od 6 do 22 hodin a jízdné činilo od tří do pěti korun podle počtu projetých stanic. V pracovní dny v obdobích od 6 do 7 hodin, dále od 12 do 13 a mezi 18. a 19. hodinou platilo na dráze zlevněné dělnické jízdné ve výši 3 koruny na celou trať.
Vozy pro Hlaváčkovu tramvaj vyrobily v roce 1897 Ringhofferovy závody na Smíchově. Pět kusů, evidenčních čísel 1 až 5, bylo motorových a další pětice s evidenčními čísly od 6 do 10 tvořily vozy vlečné, které ovšem po trati kvůli úřednímu zákazu nejezdily. Zbarvení vozů odpovídalo českým národním barvám, tedy červené a bílé, a personál pracující kolem tramvajové tratě měl uniformu v podobě staročeské čamary, což je pánský slavnostní kabát vyznačující se stojatým límcem a knoflíky, které se zapínají na šňůrky. Jeho nošení zdůrazňovalo vlastenecké cítění majitele.
Za první tři roky provozu dráha přepravila 2 824 541 osob.[zdroj?] Zaměstnávala 27 lidí.
Stavbou a provozem dráhy se však Hlaváček zadlužil, což ho vedlo k tomu, že se 6. října 1897 zastřelil. Dědicové provoz udržovali jen s obtížemi a 21. července 1900 dráhu i vozy prodali Elektrickým podnikům za 150 000 zlatých.

### Ve vlastnictví pražských Elektrických podniků
Elektrické podniky král. hl. m. Prahy trať i vozy přebudovaly. Ačkoliv trať koňky v dnešní Lidické a Nádražní ulici byla elektrifikována již od 18. prosince 1900 a v dnešní Štefánikově ulici 17. června 1901, Hlaváčkova trať byla do pražské sítě v křižovatce Anděl napojena směrem do dnešní Lidické ulice až v roce 1907.
Na pozemku Malé Klamovky postavily Elektrické podniky v roce 1902 vozovnu pro 45 vozů, která byla v provozu jako vozovna tramvají až do roku 1937, pak se zde odstavovaly staré tramvaje a až do roku 1972 opravovaly trolejbusy. Dnes budova slouží učilišti Dopravního podniku. 
Během dubna a března 1910 byla trať zdvojkolejněna. 23. března 1913 byla zprovozněna odbočná trať Radlickou ulicí na Koulku s odbočkou na Santošku.
Na Zámečnici (k dnešní zastávce Kavalírka) byla trať prodloužena teprve roku 1924, v roce 1930 byla na této konečné vybudována kolejová smyčka. Od května 1959 na tramvajovou konečnou Na Zámečnici navázala autobusová linka 123 do košířských svahů Cibulky. V roce 1937 byla trať prodloužena k nové vozovně Motol a v roce 1952 byla dobudována mezilehlá smyčka Kotlářka, která nahradila konečné na Klamovce a Zámečnici. V roce 1956 byla ulice a trať v okolí Klamovky napřímena. V letech 1977–1979 byla při velké rekonstrukci Plzeňská ulice pro automobily zjednosměrněna a tramvajová trať přeložena k jejímu jižnímu okraji.

## Popis tratě
Trať vedla z Anděla ve městě Smíchov dnešní Plzeňskou ulicí kolem dnešní zastávky Klamovka až ke konečné Zámečnice ve městě Košíře. 
Zajímavé na ní bylo, že na rozdíl od ostatních tratí nebylo na tomto úseku trolejové vedení umístěno nad osou koleje ani ve vozovce, ale bočně, nad chodníkem. Tento tzv. Dickinsonův systém odběru proudu nebyl jinde v Česku použit.